# BLS

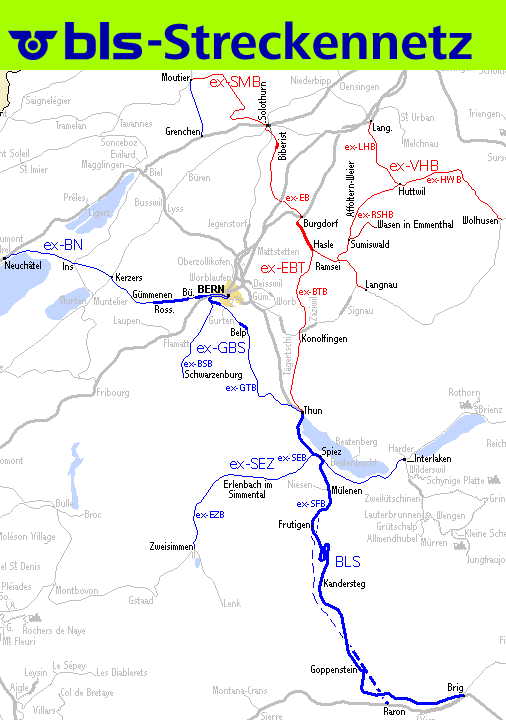
BLS AG vonalhálózata (kék = egykori BLS-vonalak, piros = egykori RM-vonalak)

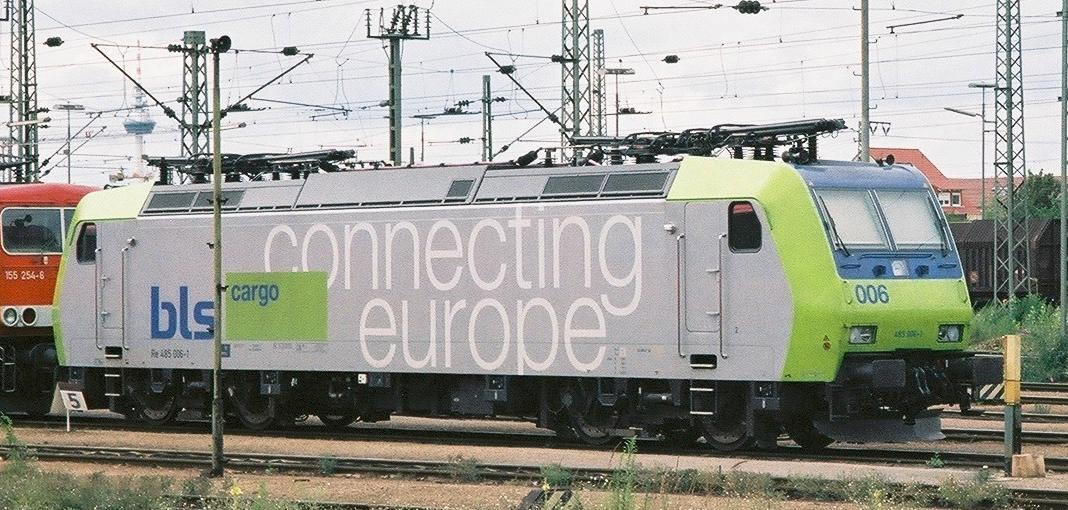
A 485 006 pályaszámú BLS-mozdony Mannheim-ban (2004. július)

A BLS AG egy 2006-ban alakított vegyes tulajdonú svájci vasúttársaság. 440 km-es normál nyomtávolságú hálózatával Svájc legnagyobb magánvasútja, emellett hajójáratokat is üzemeltet a Thunersee-n és a Brienzersee-n. A BLS neve az 1906-ban alapított Berner Alpenbahngesellschaft BLS (Bern–Lötschberg–Simplon)-ra nyúlik vissza.
A BLS AG-t 2006. április 24-én alapították BLS Lötschbergbahn AG (BLS) és a Regionalverkehr Mittelland AG (RM) egyesülésével, és 2007. június 27. óta működik. Jogilag az egyesülés a BLS- és RM-részvények tulajdonosai közötti részvénycserével jött létre. A fő részvényes Bern kanton 55,8%-kal és a Svájci Államszövetség 21,7%-kal.

## Elődvasutak

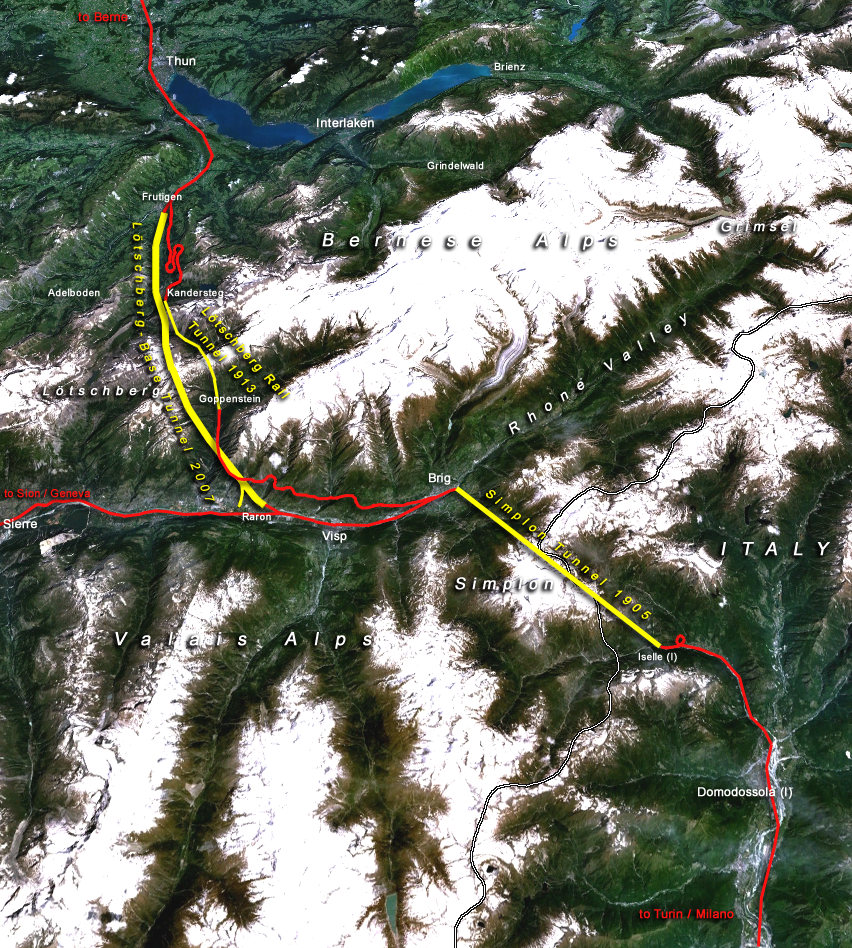
A Lötschberg-bázisalagút elhelyezkedése

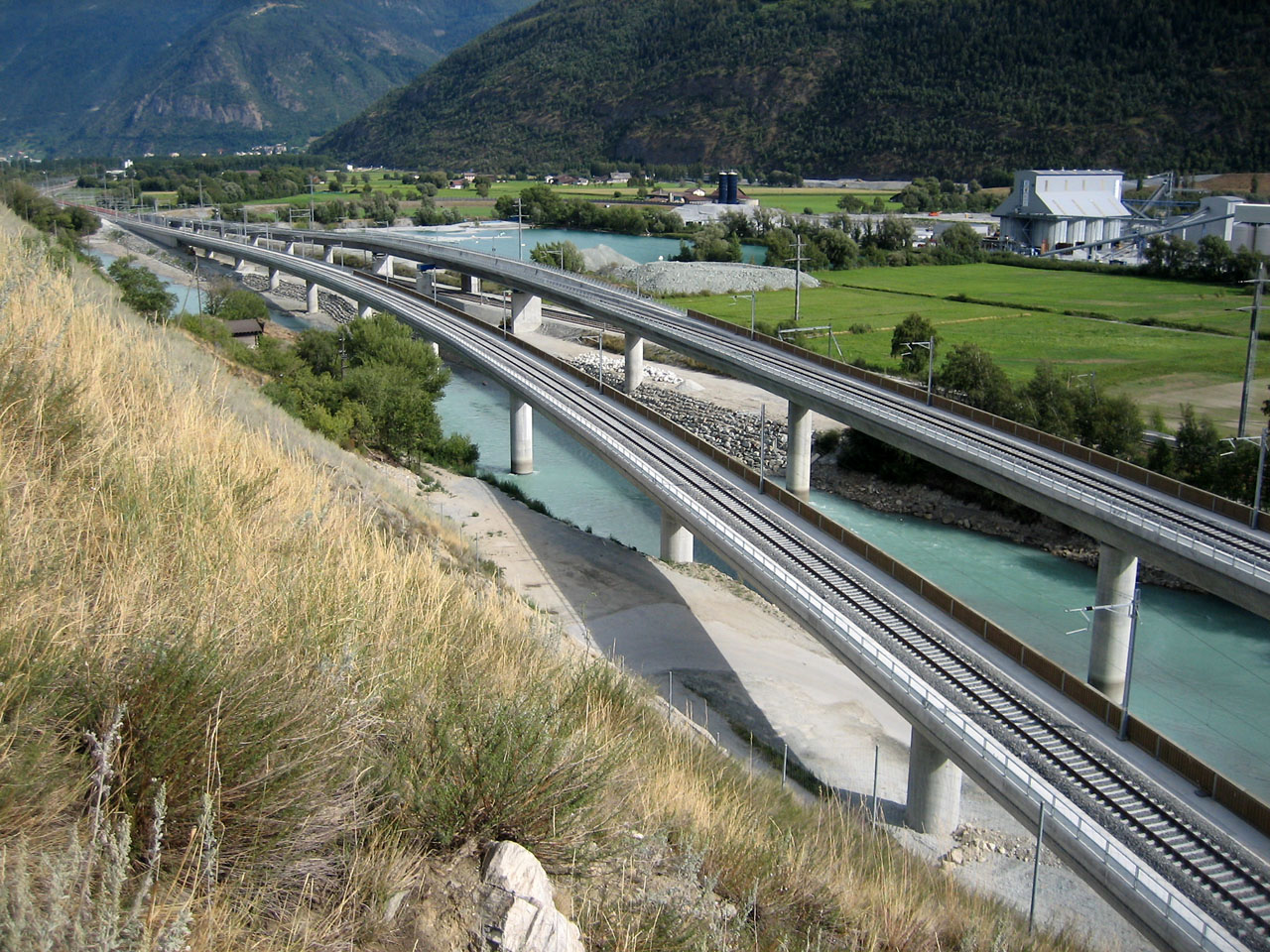
Új Rhone-híd a bázisalagút déli kapujánál

### BLS Lötschbergbahn AG
A BLS Lötschbergbahn AG 245 km-es normálnyomtávolságú hálózatával a nagyobb svájci magánvasutak közé tartozott és a Lötschberg-en átvezető (főleg teher-) forgalom (mint például a gördülő autópálya), valamint a Bern környéki regionális forgalom ellátását végezte, valamint a STI-vel közösen hajójáratokat üzemeltetett a Thunersee-n és a Brienzersee-n.
A BLS őseként 1906. július 27-én Berner Alpenbahngesellschaft BLS (Bern–Lötschberg–Simplon) néven Lötschberg-vonal építésére alakítottak társaságot. A Lötschberg-alagút építése 1906. október 15-én kezdődött - ebben az évben készült el a SBB-CFF-FFS Simplon-alagútja is. A Lötschberg-alagút (14 612 m) fúrása 1911-ben ért véget. A hozzá vezető vonalak elkészülte után 1913. július 15-én indulhatott meg a forgalom Spiez és Brig között. A vonal már megnyitásakor is 15 kV 16,7 Hz-cel villamosított volt és 33 alagút, 3 lavinavédő galéria és 22 híd alkották az Elzász és Olaszország (Domodossola) közötti fontos összeköttetés főbb műtárgyait. A Lötschbergbahn 1913-ban nem csak a Lötschberg-vonalat üzemeltette, hanem Scherzligen (Thun) - Spiez - Interlaken - Bönigen vonalat, valamint a Thunersee-n és a Brienzersee-n gőzhajtójáratokat közlekedtető Thunerseebahn-t (TSB). A BLS az alábbi társaságokkal a kezdettől szerződést kötött a forgalom lebonyolítására:
- a 35 km hosszú Spiez-Erlenbach-Zweisimmen-Bahn (SEZ),
- az 52 km hosszú Gürbetal-Bern-Schwarzenburg-Bahn (GBS)
- a 43 km hosszú Bern-Neuenburg-Bahn (BN).

1915-ben ehhez csatlakozott még a Münster-Lengnau-Bahn (MLB) is. A járműveket is közösen szerezték be, egyedül a felirataik voltak eltérőek és a járműkarbantartás is közös volt. E vasutak közös jellemzője volt, hogy többségi tulajdonosuk Bern kanton volt.
A BSB vonalát 1907. június 1-jétől a Berntől 31 km-re lévő Schwarzenburgig vezették Bern Hauptbahnhof és Bern Fischermätteli közötti 5 km-es szakaszt közösen használtak.
Miután Elzász és Lotaringia 1919-ben Franciaországhoz került, a tranzitvonal szerepe lecsökkent. A válságot a BLS a Németország és Olaszország között növekedő teherforgalom és a magán-személyforgalom segítségével vészelte át.
A BLS az 1950-es évektől végzett autószállítás a Lötschbergen át, mely az autók számára egy jelentős kerülőt takarított meg.
A Lötschbergbahn 1992 óta kétvágányú, melyet 1977-ben kezdtek kiépíteni. Okos előrelátással már az 1910-es években kétvágányú közlekedésre tervezték mind az alagutat, mind a hozzá vezető szakaszokat.
1997-ben a SEZ, a GBS és a BN egyesült a BLS-sel BLS Lötschbergbahn AG néven.
2000-ben az SBB-CFF-FFS és a BLS alapszerződést kötöttek egymással: ennek értelmében a BLS átvette a Bern-környékén eddig még SBB-üzemeltetésű regionális forgalmat (S-Bahn Bern), cserébe az SBB átvette a BLS-től a Lötschberbahn távolsági személyforgalmát. A BLS ezen kívül bizonyos távolsági viszonylatokban (Zürich és Neuchâtel felé, továbbá az Amszterdam felé közlekedő Eurocity-forgalomban) szerzett részesedést. 2004. december 12-től e megállapodás szerint zajlik a forgalom. Újabban a BLS üzemelteti az Emmentalbahnt is Bern és Luzern között.
2007. június 16-án a NEAT keretében Frutigen és Raron átadták a 34,6 km hosszú Lötschberg-bázisalagutat.

### Regionalverkehr Mittelland AG (RM)

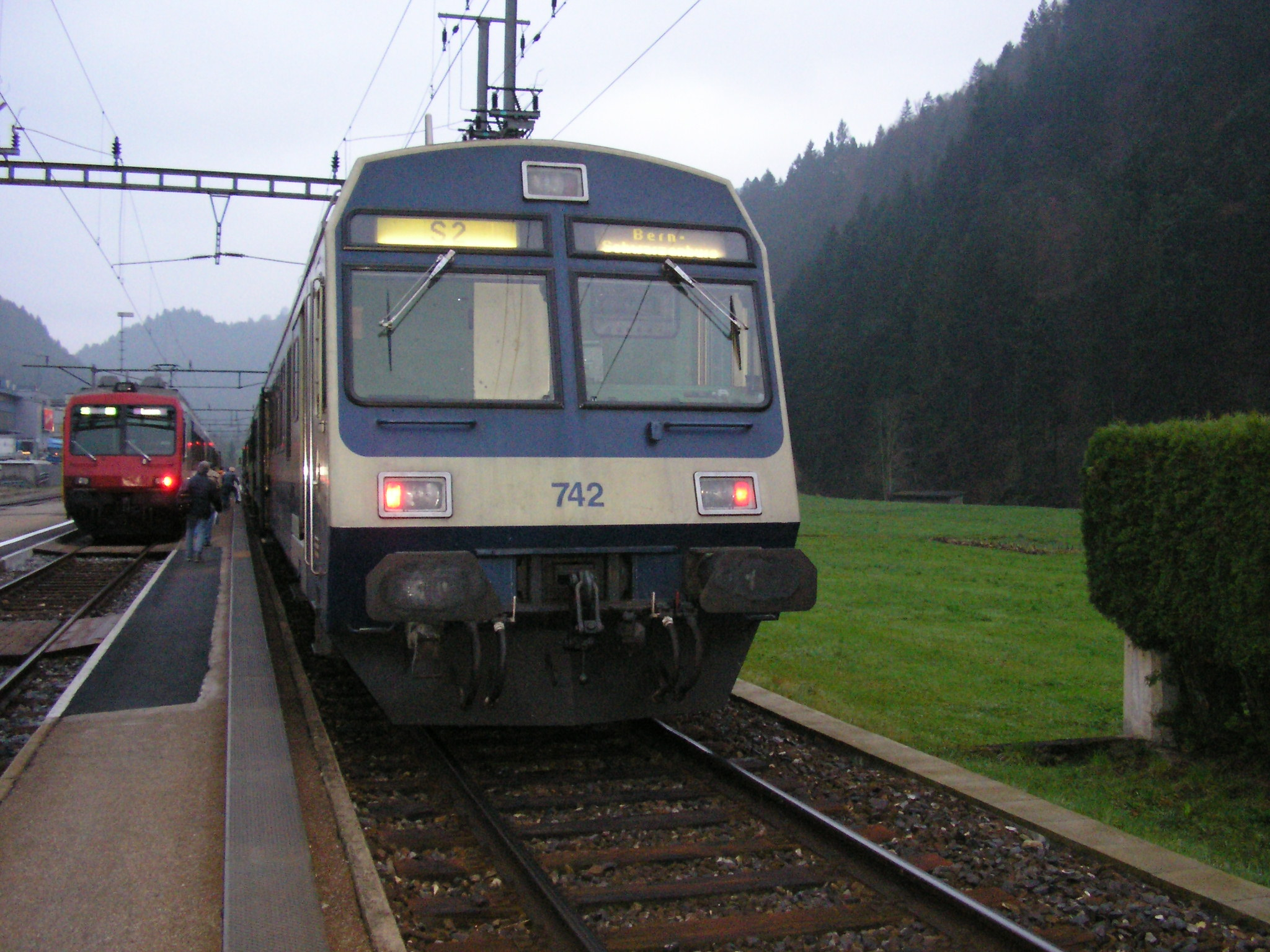
egy BLS ingavonat egy SBB NPZ mellett.

A Regionalverkehr Mittelland (RM) burgdorfi székhelyű vasúttársaság volt Az RM 154 km hosszú vonalhálózattal rendelkezett és Bern, Solothurn és Luzern kantonokban voltak vonalai. Az RM 1997-ben Emmental-Burgdorf-Thun-Bahn (EBT), a Vereinigte Huttwil-Bahnen (VHB) és a Solothurn-Münster-Bahn (SMB) egyesülésével jött létre.

## Eredményei
A társaság 2010 első felét összességében örömteli teljesítményjavulással zárta. A nettó nyereség 2010. június 30. után 29,3%-ra, 4,3 millió svájci frankra nőtt. Az EBIT összege 16,3 millió svájci frank. A vasúttársaság fenntartási költsége 314,2 millió svájci frank (+3,5%), bevétele 436,6 millió CHF (+7,5%) volt. A vasút az utaskilométer teljesítményét 5,2%-kal, 405 millió vkm-re javította. A BLS 24,4 millióval, 4,7%-kal több utast szállított, mint az előző év azonos időszakában. A vonatok pontosságát 94,9%-ra javította. A hálózatbővülés a BLS infrastruktúrájában 6,82 millióra CHF-ra nőtt (+1,8%).

## Vontatójárművei
Mozdonyok

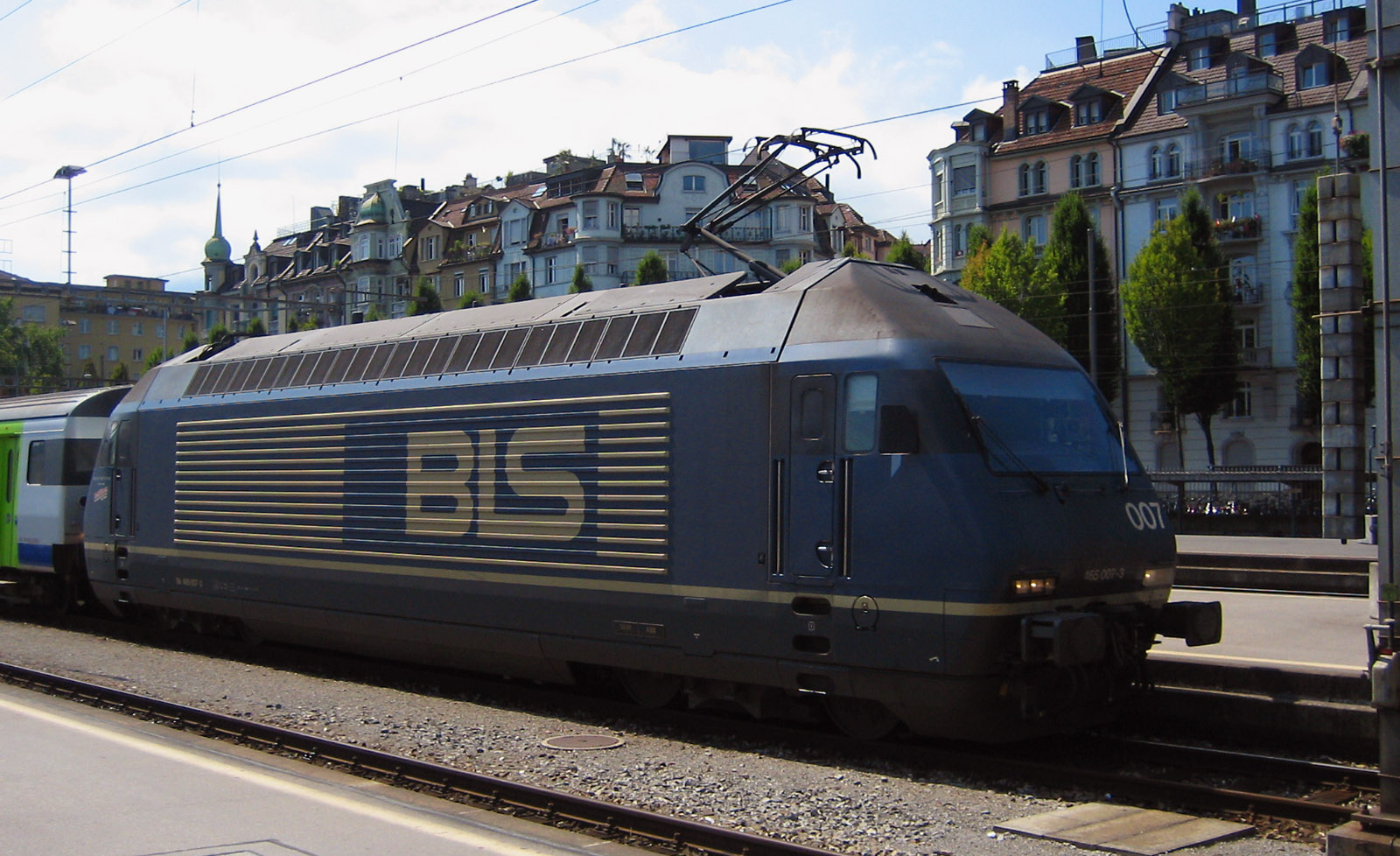
Re 465 007

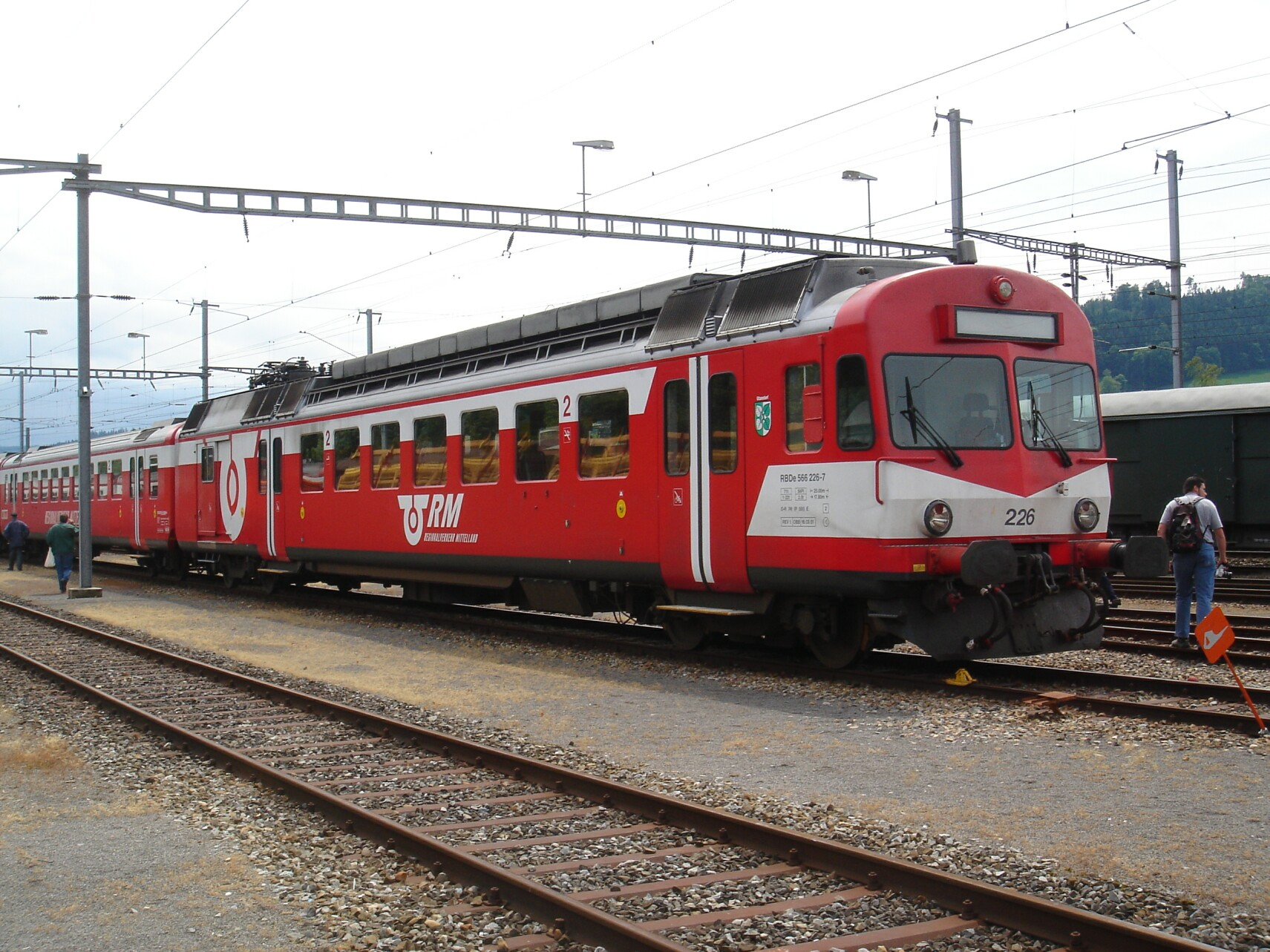
RM RBDe 566 226-7 Oberburgban

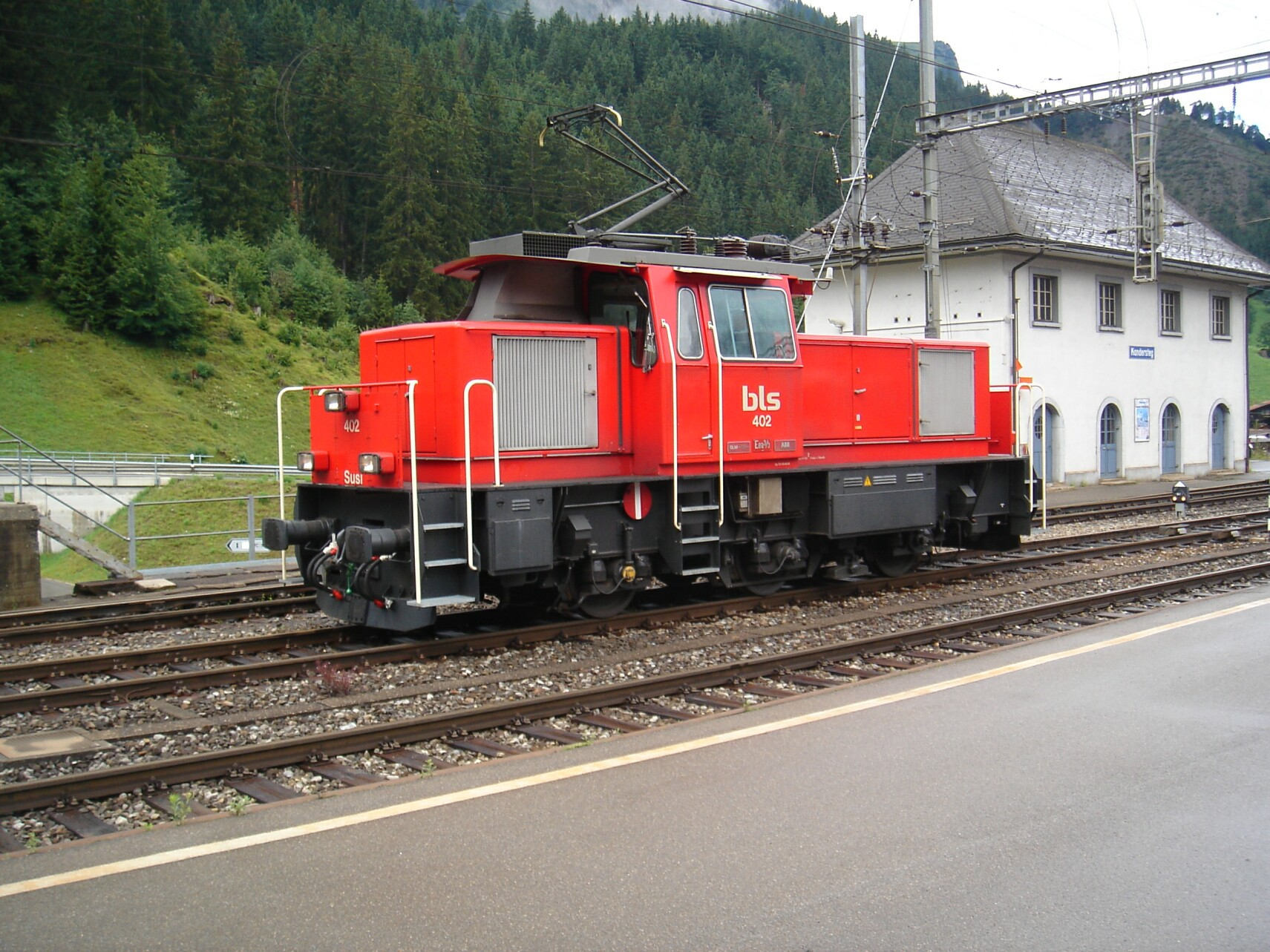
BLS Eea 3/3 402 (ex GBS) Kanderstegben

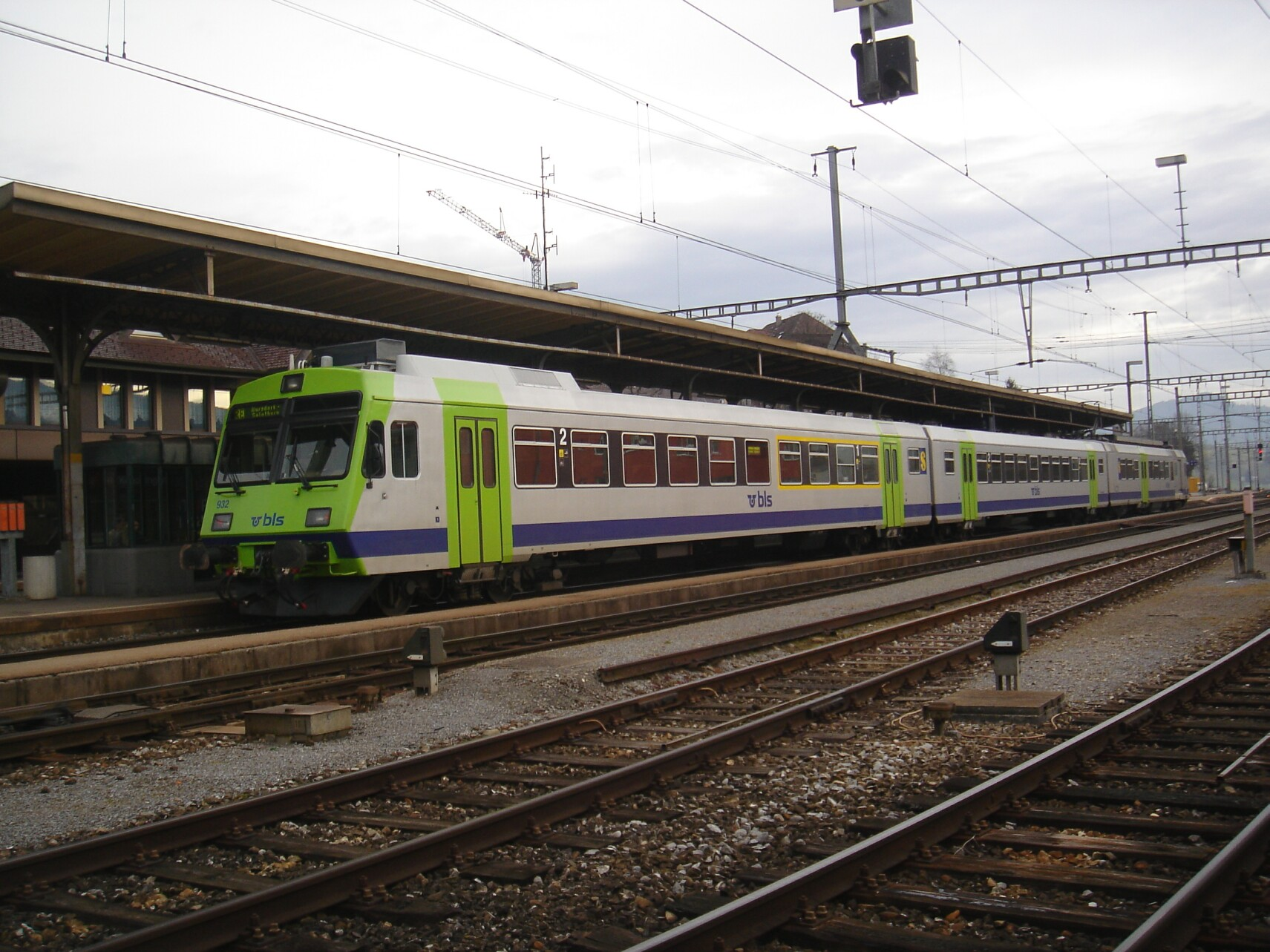
Már BLS-színekben az egykori RM ABt 932 - B 515 - RBDe 566 232 - helyszín: Konolfingen

- Ae 6/8 205, műemlék mozdony (ex BLS)
- Ae 4/4 251–258 (1944–1955), új sorozatjel: Ae 415, 4 db átépítve 1966-ban: Ae 8/8 274–275 (ex BLS)
- Ae 8/8 271–273 (1959–1963) (ex BLS)
- Re 4/4 161–195 (1964–1983), új sorozatjel: Re 425
- Re 420 501–512, ex SBB Re 4/4II (ex BLS)
- Re 465 001–018 (1994–1997), Lok 2000 (ex BLS)
- Re 485 001–020 (2002–2004), TRAXX F140 AC (részben ex BLS)
- BLS Re 456 142–143 (1993.), (KTU Re 4/4, a SOB-nál üzemel) (ex RM)
- TSB Ec 3/5
- BLS Am 843

Motorkocsik/motorvonatok
- RABe 525 001–036 (1998–2005), NINA (ex BLS)
- RABe 526 260–265 (2003.) GTW 2/6 (ex RM)
- RABe 526 280–286 (2004.) GTW 2/8 (ex RM)
- RBDe 565 721–742 (1982–1992), EAVII (ex BLS)
- BLS RBDe 566 II 230-242 (1984.)"magánvasúti NPZ" (ex RM)
- BLS RBDe 566 I 220-227 (1973.) (ex RM)

Az elődvasutaktól át nem került sorozatok
- BLS Be 5/7, később Ae 5/7
- BLS Ae 6/8 201–208
- BLS ABDe 4/8 741–743 (1945), eladva az OeBB-nek és a RVT-nek
- BLS ABDe 4/8 746–750 (1954), új sorozatjel: ABDe 535
- BLS ABDe 4/8 751–755 (1964), új sorozatjel: ABDe 535
- RM BDe 576 250-252 (1966.) EAV Hochleistungstriebwagen
- RM Re 436 111–115 (1969 / 1983), 2006. január 1-jével a teherszállítás Babcock & Brown részére történt eladásával aCrossrail AG-hoz került
- RM Be 4/4 (1932.)

## Vonalak
S-Bahn Bern
- S1 Laupen/Fribourg-Bern-Münsingen-Thun
- S2 Schwarzenburg-Bern-Konolfingen-Langnau
- S3 Biel/Bienne-Lyss-Bern-Belp(-Thun)
- S4 Affoltern-W.-Ramsei-Burgdorf-Bern-Bümpliz Nord(-Rosshäusern)
- S5 Bern-Kerzers-Neuenburg/Murten(-Payerne)
- S11 Bern-Flamatt-Fribourg[-Romont]
- S22 Bern-Köniz-Schwarzenburg
- S33 Bern-Belp-Thun
- S44 Rosshäusern-Bern-Burgdorf-Wiler/Langnau
- S51 Bern-Stöckacker-Bümpliz Nord

S-Bahn Luzern
- S6 Langenthal-Huttwil-Willisau-Wolhusen-Luzern
- S7 (Langenthal-Huttwil-)Willisau-Wolhusen-Trubschachen

RegioExpress
- RegioExpress Bern-Langnau-Luzern
- RegioExpress Thun-Konolfingen-Burgdorf-Solothurn
- RegioExpress Bern-Neuenburg
- RegioExpress Bern-Münsingen-Spiez-Brig (2007. decembertől)

Regionális vonatok
- Regio Interlaken Ost-Spiez-Zweisimmen
- Regio Spiez-Frutigen (2007. decemberig)
- Regio Brig-Goppenstein (2007. decemberig)
- Regio Thun-Konolfingen-Walkringen(-Burgdorf)
- Regio Burgdorf-Solothurn
- Regio Solothurn-Moutier
- Regio Kerzers-Lyss-Büren a. Aare